# Ctenophthalmus hoogstraali
Ctenophthalmus hoogstraali är en loppart som beskrevs av Hamilton Paul Traub 1963. Ctenophthalmus hoogstraali ingår i släktet Ctenophthalmus och familjen mullvadsloppor. Inga underarter finns listade i Catalogue of Life.